# 岡山県総合展示場コンベックス岡山
岡山県総合展示場コンベックス岡山（おかやまけんそうごうてんじじょうコンベックスおかやま、Convex Okayama）は、岡山県岡山市北区にある展示施設である。通称は「コンベックス岡山」。

## 概要
1991年に西日本屈指の展示場及びコンベンション施設として岡山県総合流通センターの一画に開業。施設は岡山県が所有し、管理・運営は指定管理者として2009年4月1日から地元百貨店の天満屋グループ4社（丸田産業、ハウジング山陽、山陽セフティ、天満屋アドセンター）で構成する共同企業体「コンベックス岡山コンソーシアム」が行っている。
地域のイベントや握手会などが行われており、コンサートではRADWIMPSなどのアーティストが公演を開催している。
主に総展示面積7,783m2の大中小の展示場と、最大650名を収容し4か国語同時通訳設備を備える国際会議場で構成されている。開業以来、県下で行われる大規模イベントの主会場として定着しており、施設は24時間利用可能である。
岡山市と早島町の境の丘陵地に位置し、大・中展示場をはじめとした建物の多くは早島町に含まれている。しかし、管理事務所が岡山市側に所在しているため、所在地は岡山市になっている。

## 施設
- 敷地面積：15,795m2
- 展示面積：7,783m2
- 構造：S・SRC造
- 設計：東畑建築事務所

### 1階
大展示場
大規模な展示会･見本市に適しており、3箇所ある広い搬出入口から会場内へクレーン車を乗り入れ積み下ろし作業が可能。アスファルト舗装の床は5t/m2の床荷重により重量物を展示することができる。
- 展示面積：3,797m2（無柱、2,327m2と1,470m2に分割可能）
- 収容人員：4,300人
- 天井高：12m

中展示場（マスカットホール）
アリーナ形式を採用した多目的ホールで、天井がドームになっており様々なイベントや行事に対応。
- 展示面積：2,571m2（無柱）
- 収容人員：収容人員 3,000人（可動席1,440+仮設席）
- 天井高：12～24m

小展示場
- 展示面積：1,415m2
- 天井高：5m
- 収容人員：1,000人（890m2と525m2に分割可能）

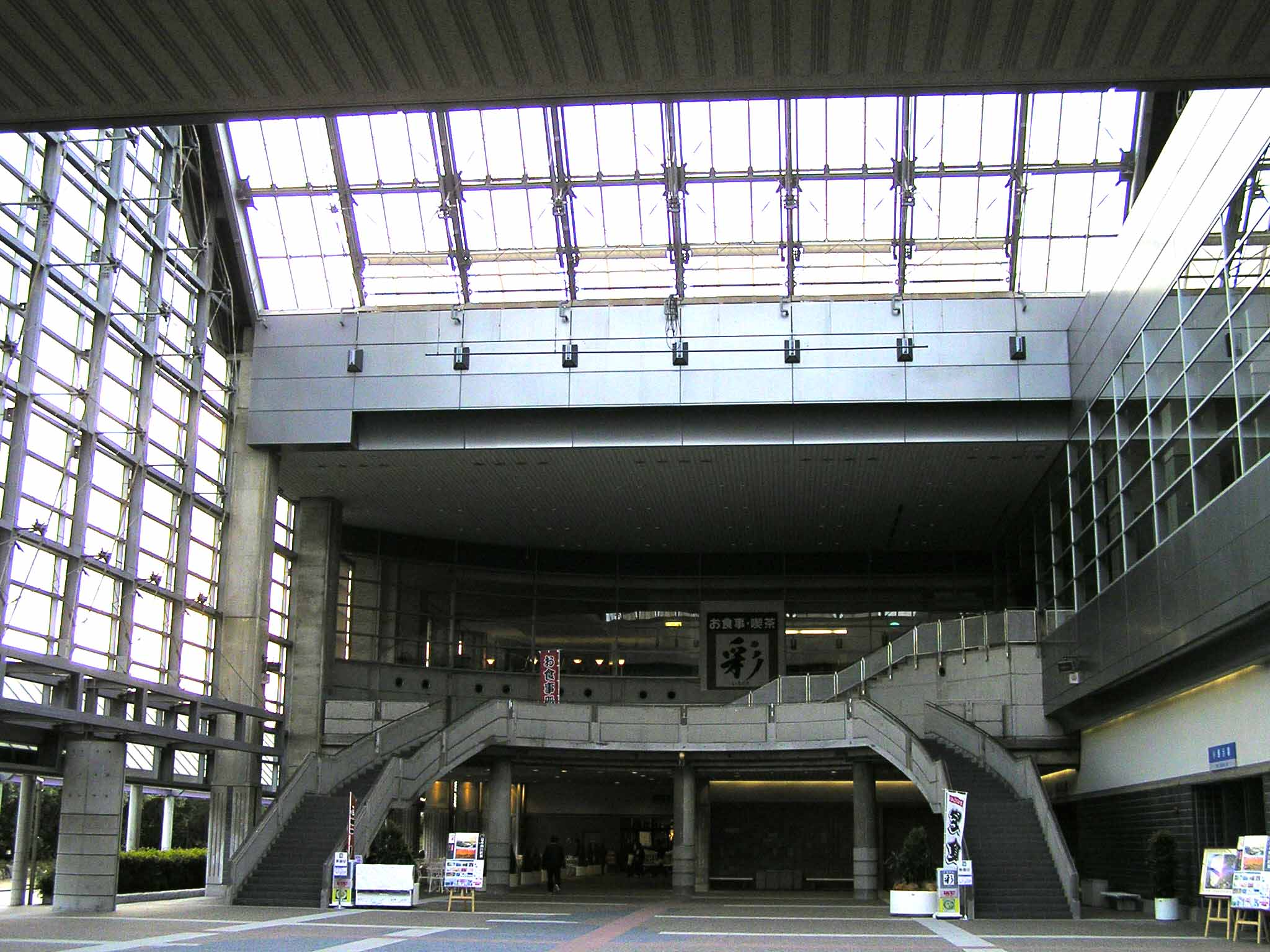
交流広場
床面積 5,400m2、ガラス張りのアトリウム風の屋根があり、イベント会場や休憩所に利用できる。

### 2階
国際会議場・バンケットホール
国際会議やパーティー会場に対応。間仕切りによりバンケットホールとして分割できる。4ヶ国語同時通訳設備を完備。  
- 床面積：570m2（380m2と190m2に分割可能）
- 収容人員：650人（椅子席）

- 中会議場：2室（床面積 108m2/1室 、収容人員 65人/1室）。
- 小会議場：5室（床面積 54m2/1室 、収容人員 26人/1室）。
- レストラン：200席、ケータリングサービスに対応。

### その他
駐車場
普通車1,500台 - 無料、当施設から道を挟んだ東西両側にあり、イベント開催時はガードマンによる誘導が行われる。

## 周辺
周辺は岡山県総合流通センターとなっており、多くの企業が岡山県及び中国・四国地方における流通の拠点をこの地に置いている。
- テレポート岡山 - 当施設の東隣にある情報関連の企業等が入居するオフィスビル。
- 岡山流通会館 - 当施設から東へ徒歩7分、流通センターの核施設。岡山県総合流通センターを管理する団体や郵便局に金融機関（中国銀行、トマト銀行）等が入居。向い側にはコンビニのファミリーマートがある。
- 塚山公園 - 流通センター事務局が管理、テニスコートや運動場を備える。

## 交通アクセス
無料駐車場が充実していることから自家用車を利用するのが一般的であるが、テレビでコマーシャルをするような家族で遊べるタイプのイベントの場合は駐車場の前の道路に入れなくて並ぶくらいに来客が来るため以下に記載の公共交通機関を利用した方が良い。
公共交通利用の場合はJR岡山駅から路線バス（イベント開催時の平日と毎週土・日曜と祝祭日のみ運行でそれ以外の日は、コンベックス岡山がある流通団地に入る手前のバス停が終点になる）、もしくは早島駅から無料コミュニティバスが接続しているが、前者は運行本数が少なく、後者は平日のみの運行である。また、最寄り駅はJR山陽本線庭瀬駅（岡山市北区）、中庄駅（倉敷市）、JR宇野線早島駅（早島町）等が挙げられるが、いずれも徒歩で行ける距離ではなく、タクシー利用が推奨される。
なお、イベントによっては有料の臨時バスが早島駅または中庄駅から運行される事があるため、（一部のイベントは岡山駅からも運行）ここで行われるイベントに参加する場合は、臨時バスが運行されるかどうかの確認も必須となる。（毎年10月最初の土曜日と日曜日に行う岡山放送主催のおかやま元気まつりのように広告をたくさん出すイベントの場合はイベントのチラシやイベントのウェブサイトに臨時バスの事が時刻表付きで記載されていることがある。）
自動車
- 瀬戸中央自動車道・早島ICより約5分
- 山陽本線（JR西日本）中庄駅より約10分
- JR西日本（山陽本線・伯備線）倉敷駅より約25分
- 岡山空港より山陽自動車道岡山IC・瀬戸中央自動車道早島ICを経由して約30分
- JR宇野線（宇野みなと線・瀬戸大橋線）早島駅より約10分

バス
- JR岡山駅東口バスターミナルまたは天満屋バスステーションより岡電バス「コンベックス岡山」行きで約30分
- JR早島駅より早島町コミュニティバスで約10分（無料、運行は原則として平日のみ）